# Serie B 2017-2018 (rugby a 15)
Il campionato di serie B di rugby a 15 2017-2018 è la quindicesima edizione e rappresenta il terzo livello del campionato italiano di rugby.
Al termine della stagione regolare i play-off e play-out previsti non si sono disputati in seguito alla scelta della Federazione di posticipare la costituzione della seconda Accademia Nazionale Under-20. Le promozioni sono state otto (le prime due classificate di ogni girone) mentre non ci sono state retrocessioni.

## Regolamento
Il torneo prevedeva la partecipazione di 48 squadre divise in quattro gironi su base territoriale di dodici squadre ciascuno e, in previsione dell’allargamento del Campionato di Serie A a trenta squadre a partire dalla stagione 2018-19, al termine della stagione regolare erano previste sette promozioni in Serie A ed una retrocessione in Serie C.
Le prime di ogni girone sarebbero state promosse mentre le seconde in base ad un ranking avrebbero dovuto affrontarsi in partite di andata e ritorno con lo schema 1° v 4°, 2° v 3° con promozione diretta per le vincenti. Finale promozione tra le perdenti del primo turno di play-off, in gara unica in campo neutro la vincente sarebbe la settima squadra promossa in Serie A.
Per identificare la squadra che sarebbe retrocessa in Serie C si sarebbe disputato un doppio turno di play-out con confronti definiti sulla base di un ranking (1°, 2°, 3° 4°) tra le dodicesime classificate dei quattro Gironi. Primo turno in gara unica in campo neutro le due vincenti sarebbero salve. Le due perdenti avrebbero disputato un ulteriore turno con gara unica e campo neutro; la squadra vincente disputerà la Serie B nella stagione sportiva 2018-19; la squadra perdente sarebbe retrocessa in Serie C.

## Squadre partecipanti

### Girone 1
- Amatori Alghero
- Amatori Capoterra
- Amatori&Union
- Bergamo
- Biella
- CUS Milano
- Lecco
- Lumezzane
- Monferrato
- Novara
- Piacenza
- Sondrio

### Girone 2
- Amatori Parma
- Bologna
- Civitavecchia
- Florentia
- Livorno
- I Medicei A
- Modena
- Parma
- Pesaro
- Rieti
- Romagna
- Vasari Arezzo

### Girone 3
- Badia
- Casale
- CUS Ferrara
- CUS Padova
- Mirano
- Mogliano A
- Paese
- Reno Bologna
- Riviera
- Roccia Rubano
- Viadana A
- Villorba

### Girone 4
- Amatori Catania
- Arechi
- Arvalia Villa Pamphili
- Avezzano
- Capitolina
- Colleferro
- CUS Catania
- Frascati Rugby Club
- Messina
- Napoli Afragola
- Paganica
- Rugby Roma

## Classifiche[5][6]

### Girone 1
| Pos | Squadra           | G  | V  | N | P  | PF  | PS  | DP   | BMP | Pt |
| --- | ----------------- | -- | -- | - | -- | --- | --- | ---- | --- | -- |
| 1   | CUS Milano        | 22 | 19 | 0 | 3  | 660 | 397 | +263 | 15  | 91 |
| 2   | Biella            | 22 | 18 | 0 | 4  | 708 | 293 | +415 | 18  | 90 |
| 3   | Amatori Alghero   | 22 | 18 | 0 | 4  | 864 | 362 | +502 | 15  | 87 |
| 4   | Monferrato        | 22 | 15 | 0 | 7  | 639 | 373 | +266 | 18  | 78 |
| 5   | Amatori Capoterra | 22 | 12 | 1 | 9  | 527 | 460 | +67  | 13  | 63 |
| 6   | Lumezzane         | 22 | 13 | 0 | 9  | 493 | 431 | +62  | 8   | 60 |
| 7   | Lecco             | 22 | 11 | 0 | 11 | 403 | 426 | −23  | 8   | 52 |
| 8   | Piacenza          | 22 | 7  | 2 | 13 | 546 | 592 | −46  | 16  | 48 |
| 9   | Sondrio           | 22 | 6  | 1 | 15 | 398 | 658 | −260 | 12  | 38 |
| 10  | Amatori&Union     | 22 | 5  | 1 | 16 | 384 | 608 | −224 | 7   | 29 |
| 11  | Novara            | 22 | 3  | 0 | 19 | 298 | 843 | −545 | 4   | 16 |
| 12  | Bergamo           | 22 | 2  | 1 | 19 | 287 | 764 | −477 | 5   | 15 |

### Girone 2
| Pos | Squadra       | G  | V  | N | P  | PF  | PS  | DP   | BMP | Pt |
| --- | ------------- | -- | -- | - | -- | --- | --- | ---- | --- | -- |
| 1   | I Medicei A   | 22 | 19 | 0 | 3  | 672 | 360 | +312 | 14  | 90 |
| 2   | Pesaro        | 22 | 20 | 1 | 1  | 627 | 316 | +311 | 8   | 90 |
| 3   | Livorno       | 22 | 16 | 0 | 6  | 579 | 354 | +225 | 13  | 77 |
| 4   | Bologna       | 22 | 12 | 0 | 10 | 683 | 367 | +316 | 19  | 67 |
| 5   | Romagna       | 22 | 12 | 0 | 10 | 551 | 400 | +151 | 17  | 65 |
| 6   | Amatori Parma | 22 | 11 | 0 | 11 | 496 | 447 | +49  | 13  | 57 |
| 7   | Civitavecchia | 22 | 9  | 0 | 13 | 452 | 646 | −194 | 11  | 47 |
| 8   | Florentia     | 22 | 9  | 1 | 12 | 480 | 468 | +12  | 6   | 44 |
| 9   | Parma         | 22 | 9  | 0 | 13 | 471 | 454 | +17  | 6   | 42 |
| 10  | Modena        | 22 | 7  | 0 | 15 | 528 | 636 | −108 | 13  | 41 |
| 11  | Rieti         | 22 | 6  | 0 | 16 | 334 | 750 | −416 | 4   | 28 |
| 12  | Vasari Arezzo | 22 | 1  | 0 | 21 | 262 | 937 | −675 | 4   | 8  |

### Girone 3
| Pos | Squadra       | G  | V  | N | P  | PF  | PS  | DP   | BMP | Pt  |
| --- | ------------- | -- | -- | - | -- | --- | --- | ---- | --- | --- |
| 1   | Paese         | 22 | 20 | 1 | 1  | 815 | 325 | +490 | 18  | 100 |
| 2   | Badia         | 22 | 18 | 0 | 4  | 877 | 293 | +584 | 20  | 92  |
| 3   | Villorba      | 22 | 19 | 1 | 2  | 681 | 311 | +370 | 14  | 92  |
| 4   | Casale        | 22 | 14 | 1 | 7  | 740 | 335 | +405 | 17  | 75  |
| 5   | Roccia Rubano | 22 | 10 | 0 | 12 | 508 | 444 | +64  | 16  | 56  |
| 6   | Mirano        | 22 | 7  | 1 | 14 | 455 | 628 | −173 | 13  | 43  |
| 7   | CUS Padova    | 22 | 9  | 1 | 12 | 426 | 509 | −83  | 0   | 38  |
| 8   | Mogliano A    | 22 | 9  | 0 | 13 | 410 | 628 | −218 | 1   | 37  |
| 9   | Viadana A     | 22 | 10 | 1 | 11 | 435 | 465 | −30  | −5  | 37  |
| 10  | Riviera       | 22 | 5  | 0 | 17 | 301 | 844 | −543 | 3   | 23  |
| 11  | CUS Ferrara   | 22 | 4  | 1 | 17 | 291 | 638 | −347 | 4   | 22  |
| 12  | Reno Bologna  | 22 | 3  | 1 | 18 | 320 | 839 | −519 | 5   | 19  |

#### Spareggio promozione
| Arbitro: | Tomò (Roma) |

|          |      |               |
|          | mt   | Arduin Zulato |
|          | tr   | Fratini       |
| Cincotto | c.p. | Fratini       |

### Girone 4
| Pos | Squadra                | G  | V  | N | P  | PF   | PS  | DP   | BMP | Pt  |
| --- | ---------------------- | -- | -- | - | -- | ---- | --- | ---- | --- | --- |
| 1   | Capitolina             | 22 | 22 | 0 | 0  | 1015 | 251 | +764 | 21  | 109 |
| 2   | Amatori Catania        | 22 | 19 | 1 | 2  | 778  | 392 | +386 | 17  | 95  |
| 3   | Napoli Afragola        | 22 | 15 | 1 | 6  | 749  | 367 | +382 | 18  | 80  |
| 4   | Arvalia Villa Pamphili | 22 | 15 | 0 | 7  | 563  | 438 | +125 | 10  | 70  |
| 5   | Frascati Rugby Club    | 22 | 12 | 0 | 10 | 589  | 447 | +142 | 16  | 64  |
| 6   | Paganica               | 22 | 12 | 0 | 10 | 622  | 540 | +82  | 7   | 55  |
| 7   | Rugby Roma             | 22 | 8  | 0 | 14 | 385  | 523 | −138 | 9   | 41  |
| 8   | Messina                | 22 | 7  | 0 | 15 | 444  | 716 | −272 | 10  | 38  |
| 9   | Colleferro             | 22 | 7  | 0 | 15 | 380  | 669 | −289 | 9   | 37  |
| 10  | CUS Catania            | 22 | 6  | 0 | 16 | 369  | 566 | −197 | 11  | 35  |
| 11  | Avezzano               | 22 | 5  | 0 | 17 | 290  | 789 | −499 | 5   | 25  |
| 12  | Arechi                 | 22 | 3  | 0 | 19 | 365  | 851 | −486 | 8   | 20  |